# Доран (город, Миннесота)
Доран (англ. Doran) — город в округе Уилкин, штат Миннесота, США. На площади 0,5 км² (0,5 км² — суша, водоёмов нет), согласно переписи 2002 года, проживают 59 человек. Плотность населения составляет 109,7 чел./км².
- Телефонный код города — 218
- Почтовый индекс — 56522
- FIPS-код города — 27-16156[1]
- GNIS-идентификатор — 0642891[2]